# Verrallina nubicola
Verrallina nubicola är en tvåvingeart som först beskrevs av Laffoon 1946.  Verrallina nubicola ingår i släktet Verrallina och familjen stickmyggor.
Artens utbredningsområde är Filippinerna. Inga underarter finns listade i Catalogue of Life.